# Hip-hop irakien
Le hip-hop irakien désigne la culture hip-hop en Irak. Le rap irakien est un moyen d'expression pour la jeunesse.

## Histoire
Le hip-hop en Irak donne espoir à la jeunesse qui a subi la guerre dans son pays. The Nacysist est un rappeur connu sur la scène internationale. Étant intellectuel, Nacysist est aussi journaliste. Par ses rhymes, il fait voyager ses mélomanes. Le rap qui signifie encore rouleau ou rapport sur une histoire ou récit surtout dans le domaine du rap politique est une musique qui soulage les rappeurs et la population. Un autre rappeur du nom de I-NZ qui parle de la guerre dans l'un de ses titres appelé : This Is Iraq. Dans ce son rap, il dénonce les actions des Américains. Le hip-hop irakien soulage la jeunesse ; ainsi le jeune rappeur Mc leego qui commença sa carrière à l'âge de 15 ans, s'aventure dans le mouvement hip-hop avec passion. Inspiré par Mr passion un pionnier du hip-hop selon lui, il rappe avec cœur. Les instruments de musique traditionnelle d'Irak sont utilisés dans leur beat. La majorité des artistes de hip-hop irakien sont à l'extérieur et influence le mouvement hip-hop international. 

## Artistes
- The Nacysist
- I-NZ
- Mc leego